# Rosalia bouvieri
Rosalia bouvieri är en skalbaggsart som beskrevs av Boppe 1910. Rosalia bouvieri ingår i släktet Rosalia och familjen långhorningar. Inga underarter finns listade i Catalogue of Life.